# جاك أوبراين (لاعب كرة قدم أسترالية)
جاك أوبراين (بالإنجليزية: Jack O'Brien)‏ هو لاعب كرة قدم أسترالية أسترالي، ولد في 9 يونيو 1906 في Yarrawonga ‏ في أستراليا، وتوفي في 21 فبراير 1970 في كيو ‏ في أستراليا.

## وصلات خارجية
- جاك أوبراين على موقع AustralianFootball.com (الإنجليزية)
- جاك أوبراين على موقع AFLtables.com (الإنجليزية)